# Lennox hercege
Lennox hercege skót főrendi cím, amit először 1581-ben hoztak létre a skót főrendben. Viselői a Lennox grófok utódai voltak, a Lennox grófokat az a Stewart/Stuart család adta, amelyekből a skót, később a skót és angol uralkodók származtak. Ez utóbbiak adományozták Lennox hercegeinek a Richmond hercege címet, a kétszeres hercegek az előkelőbb Richmond hercegi címet használták. A család életében fontos szerepet töltött be a franciaországi Aubigny birtok is. A Lennox grófja, hercege és Aubigny ura címek 1672-ben kihaltak.
1675-ben másodjára is létrehozták a skót főrendben II. Károly angol király törvénytelen fia számára, aki ugyanakkor lett Richmond hercegévé is, így ismét az utóbbi cím volt az elsődlegesen használt címe. A két címet azóta is együtt viselik, a viselőket a Richmond hercege szócikk mutatja be.

## A szócikk speciális jelölései
- A szócikkhez szorosan kötődő főnemesi címek mellett előfordulhat a ( 1488 II) jelzés. Ez azt jelenti, hogy a nemesi címet a skót peerage-ben, főrendben hozták létre 1488-ban. Ez volt a cím második létrehozása. Gyakran csak a létrehozás sorszámát jelentő római számokat adjuk meg.
- A családfán feltüntetett személyek esetén a fontosabbak neve kék. A névre kattintva vagy ezen a szócikken belül az adott személy ismertetésére ugorhat, ha a személyről önálló szócikk létezik – mint az összes uralkodó esetén –, úgy átlép az adott szócikk oldalra. Olyan személyek esetén, akik nem voltak Lennox hercegei, a kék névre kattintás másik releváns szócikkre visz. Ha a név fekete, akkor a mellette található jegyzetszámra kattintva olvasható pár mondatos ismertető. Ha nincs ismertető, akkor az adott személy jelentéktelen. A férjek és feleségek szinte minden esetben másik szócikkre visznek.
- A családfán nem szerepel az összes leszármazott, nem tüntettük fel az összes feleséget és gyereket.

## Lennox hercege, első létrehozás (1581)
Esmé Stewart (~1542–1583) 1. grófja (V), Lennox 1. hercege (I)
Esmé (néha Esdé) Stewart a Stewartok Darnley ágának a franciaországi Aubigny-ben élő családjából származott. Nagyapja John Stewart  Lennox 3. grófja (II) volt, apja John Stuart Aubigny 5. ura. Esmé Stewart (~1542–1583. május 26.) élete nagy részét Franciaországban töltötte. 1567. május 31-én örökölte a történelmi Berry-megyében lévő Aubigny birtokot és a hozzá tartozó uradalmakat, beleértve az Aubigny kastélyt Aubigny-sur-Nère városában és a közeli másodlagos rezidenciát, az oizon-i Verrerie kastélyt (Château de la Verrerie).
37 évesen érkezett Skóciába, hogy részt vegyen távoli unokatestvérével, az akkor 13 éves VI. Jakab skót király hivatalos edinburgh-i bevonulásán, ez jelezte, hogy a régens helyett az uralkodó megkezdve személyes uralkodását. Esmé mint egzotikus látogató elbűvölte a fiatal Jakabot, aki kitüntetésekkel és ajándékokkal halmozta el. Tagja lett a skót titkos tanácsnak. 1580. március 5-én Stewart elnyerte a Lennox grófja címet ( 1580 V)
VI. Jakab értékes ékszereket ajándékozott Esmé Stewartnak, amelyek Stuart Mária gyűjteményéből maradtak meg. 1581 júniusában egy gyöngyökből és gyémántokból álló arany övet vagy láncot, októberben pedig egy gyémántokkal és rubinokkal díszített arany keresztet, rubin- és gyémántláncot, egy gyémánt carcan nyakláncot arany rózsákkal, valamint hozzá illő hajdíszeket és más ékszereket kapott. 1581. augusztus 5-én a király Lennox hercegévé ( 1581 I) emelte.
Esmé Stewart gyors felemelkedését a korábbi skót régens, James Douglas, Morton 4. grófja és követői ellenszenvvel fogadták. A presbiteriánus Skóciában egy katolikus herceg gondolata sokakban ellenérzéseket váltott ki. Lennoxnak választania kellett katolikus hite és a királyhoz való hűsége között. Lennox az utóbbit választotta, Ennek ellenére a Skót Egyház továbbra is gyanakodva tekintett Lennoxra nyilvános megtérése után, és különösen aggasztotta, amikor Lennox árulás vádjával bíróság elé állíttatta és kivégeztette Morton grófját.
Válaszul a skót nemesek az egyre növekvő hatalmú Lennox eltávolítását tervezték. Jakabot vendégként a Ruthven-kastélyba (ma Huntingtower kastély) csalták, ahol tíz hónapig fogva tartották. A Vállalkozó Lordok (Lord Enterprisers) ezután arra kényszerítették Jakabot, hogy száműzze Lennoxot. Egy hosszú nyilatkozatot adtak ki Lennox ellen 1582. szeptember 17-én Stirling várában, amelyben többek között vallását, Lord Darnley (Jakab apja), Moray régens és Lennox régens gyilkosaival való kapcsolatát, a királyi háztartás irányítását és nemzetközi intrikáit nevezték meg vádként.
Lennox visszatért Franciaországba. Bár a skót nemesek azt hitték, hogy Lennox megtérése lelepleződik majd, miután visszatért Franciaországba, ő továbbra is presbiteriánus maradt. Egyik közeli skót családtagjának írt utolsó levelében James Stewart azt kérte, hogy gondoskodjon fiáról, és szerezze vissza a skót birtokokat számára. Lennox 1583. május 26-án hunyt el Párizsban, és legidősebb fia, Ludovic követte őt a hercegi címben. Lennox halála után William Schaw visszavitte a szívét Jakab királynak Skóciába, majd követte őt Lennox özvegye és legidősebb fia, Ludovic Stewart is. Jakab arra utasította fiát, I. Károlyt, hogy gondoskodjon róluk, aki teljesítette ezt a kötelezettséget, így a Lennox családnak jelentős befolyása volt a skót és az angol udvarban a következő két generációban.
Ludovic Stewart (1574–1624), Lennox 2. hercege (I), 1613 Richmond grófja, 1623 Richmond 1. hercege (I). KG

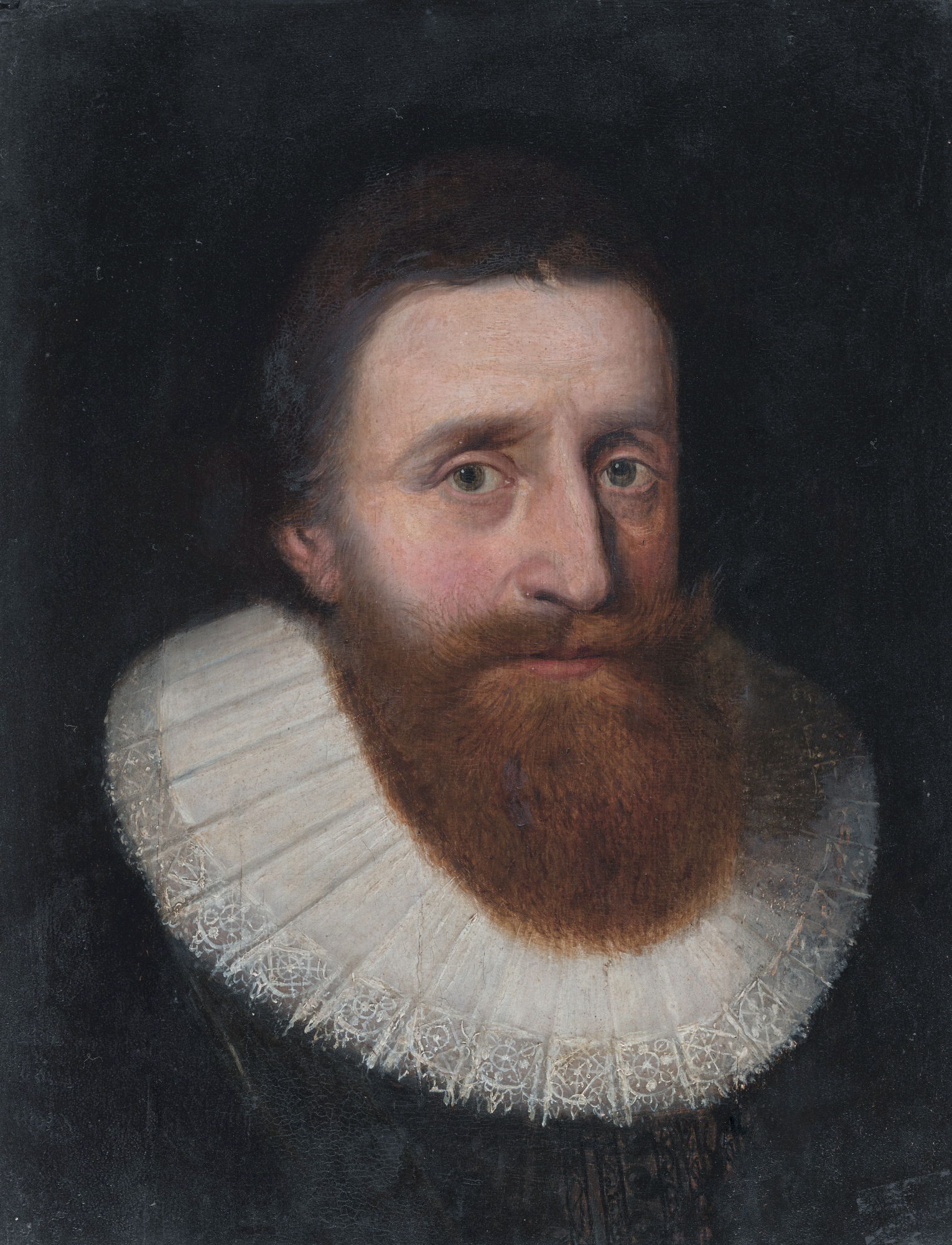
Ludovic Stewart, Lennox 2. hercege és Richmond 1. hercege (1574–1624) portréja, XVII. századi ismeretlen festő műve

Ludovic Stewart (1574. szeptember 29. – 1624. február 16.) apja, Esmé Stewart halála után 1583-ban örökölte meg a Lennox hercege címet. 1583-ban, mindössze kilencévesen, visszatért Franciaországból Skóciába, ahol I. Jakab angol király udvarában nevelkedett. 1583. december 23-án kinevezték Skócia fő- és nagy kamarásává, valamint a királyi háztartás első udvarmesterévé.  Sorra nyerte a fontos beosztásokat és címeket, a skót titkos tanács elnöke lett 1589-ben, Skócia hadnagya (katonai parancsnoka) volt 1589-90 között. 1590-ben részt vett I. Jakab és Anna dán és norvég királyi hercegnő esküvőjén. Skócia főadmirálisa volt az 1593-as évben.
1603-ban, I. Jakab angol trónra lépésekor Ludovic is Angliába költözött, angol állampolgárrá lett. 1603. júliusában részt vett a „Main Plot“néven ismert összeesküvés felderítésében, amelynek célja I. Jakab eltávolítása volt. Ezt követően Ludovic a Térdszalagrend lovagja és titkos tanácsos lett. 1613-ban megkapta a Richmond grófi ( 1613) címet, majd 1623-ban Richmond hercegévé ( 1623) tette az uralkodó.
Ludovic Stewart jelentős szerepet játszott az Ulster Gyarmatosítása nevű ír telepítési programban, amelynek célja az ír területek angol és skót betelepítése volt. Az ulsteri telepítések részeként Lennox 1608-ban földbirtokot kapott a donegali Portlough-ban, amelym az 1618-as Pynnar-felmérés szerint körülbelül 809 hektárt jelentett. A mai Észak-Írországban található Tyrone megyében lévő Newtownstewart valószínűleg róla kapta a nevét. Az 1631-es Katonai Felmérés szerint unokaöccse, James Stewart 1619 hektár földterület vállalkozójaként szerepelt. Támogatta az amerikai gyarmatosítást is, különösen Maine (állam) területén. Richmond-sziget és Cape Richmond, valamint Richmond városa Maine-ben róla kapták nevüket.
1624. február 16-án hunyt el, és a londoni Westminster-apátságban helyezték örök nyugalomra. Mivel három feleségétől sem született örököse, halálával a Lennox hercege cím testvérére, Esmé Stewartra szállt, a Richmond grófja és hercege címek kihaltak.
Esmé Stewart (1579—1624), Lennox 3. hercege (I), KG

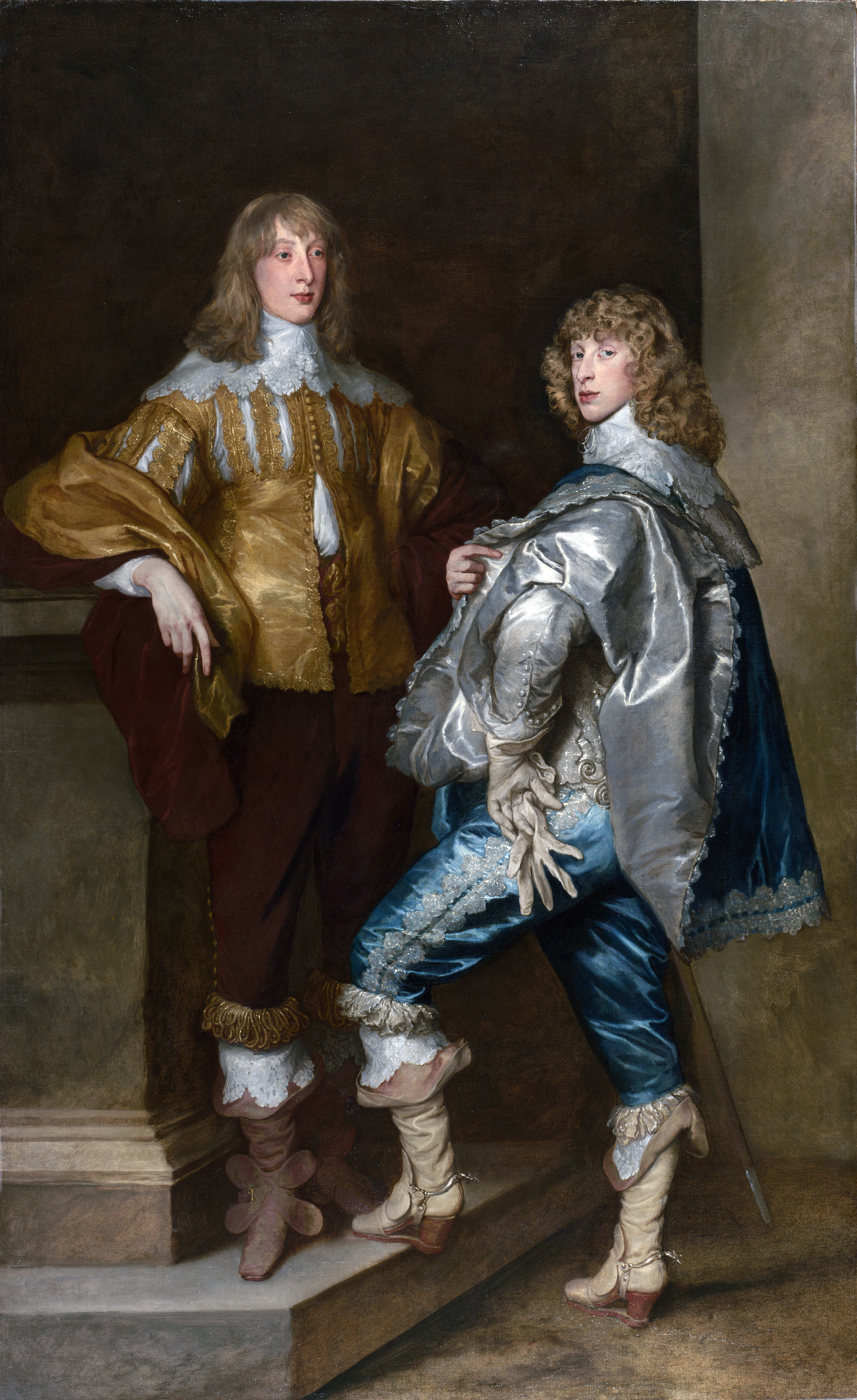
Lennox 3. hercegének két fia, akik bátyjukkal, George-dzsal együtt a királypártiak oldalán harcolva estek el az angol polgárháborúban. Balra John Stewart (1621–1644), jobbra Bernard Stewart (1623–1645). A festményt Anthony van Dyck 1638 körül készíthette, jelenleg (2024) a londoni National Gallery-ben tekinthető meg.

Esmé Stewart (1579 – 1624. július 30.) nem lehetett négy évesnél idősebb, amikor apjától megörökölte az Aubigny birtokot, ő lett Aubigny 7. ura. Az Aubigny-i kastélyban nevelkedett anyja felügyelete mellett. A neve szerepel a Száz Udvari Nemes („Cent Gentilshommes") listáján, akik a Skót Gárdával együtt osztoztak azon kiváltságban, hogy minden állami eseményen az uralkodó mellett legyenek. Esme hódolatát tette IV. Henrik előtt nem sokkal azután, hogy nagykorú lett, 1600. április 8-án.
1601-ben bátyja, Ludovic, Lennox hercege, „aki nemcsak szerető testvére volt, hanem gondos apja is volt”, Skóciából Franciaországba érkezett nagykövetként, és megragadta az alkalmat, hogy meglátogassa anyját Aubignyben. Öccsével tért vissza Skóciába, hogy Esmé hódolatát tehesse I. Jakab király előtt, ezt anyjuk is támogatta. Ez egyben angol állampolgárrá válását is jelentette. Esme d'Aubigny Skóciában tartózkodott 1603 áprilisában, ahol aláírt egy okiratot, amelyben vállalta, hogy átadja Aubignyt bátyjának, ha Lennox hercege valaha is Franciaországban kívánna lakni. Esmé d'Aubigny állítólag Franciaországban ment férjhez Gabrielle de Bueilhez, Louis de Sancerre gróf lányához. A házasságra aligha kerülhetett sor, legjobb esetben is csak megállapodást kötöttek, mivel számos dokumentum igazolja, hogy Esmé I. Jakab udvarában élt Londonban 1603 augusztusától. 1608–1609 februárjában 18 000 fontot és ékszereket kapott a királytól. Jakab ragaszkodott hozzá, minden lehetséges módon előmozdította jólétét. A király gazdag feleséget talált neki Katherine Clifton, Sir Gervase Clifton egyetlen lánya és örököse személyében.
Esmé 1613-ig csak felesége jogán volt Huntingdonshire-i Leighton Bromswold Clifton 1. báró, ekkor a király megadta részére ezt a címet ( 1613), majd 1619-ben March górfjává ( 1619) kreálta. 1624. február 6-án elhunyt bátyja után lett Lennox hercege, szinte azonnal megkapta a Térdszalagrendet. Ám néhány hónappal később, 1624. július 30-án, vélhetően tífuszban meghalt. A Westminsteri apátságban  temették el.
James Stuart (1612–1655), Richmond 1. hercege (II), Lennox 4. hercege (I)

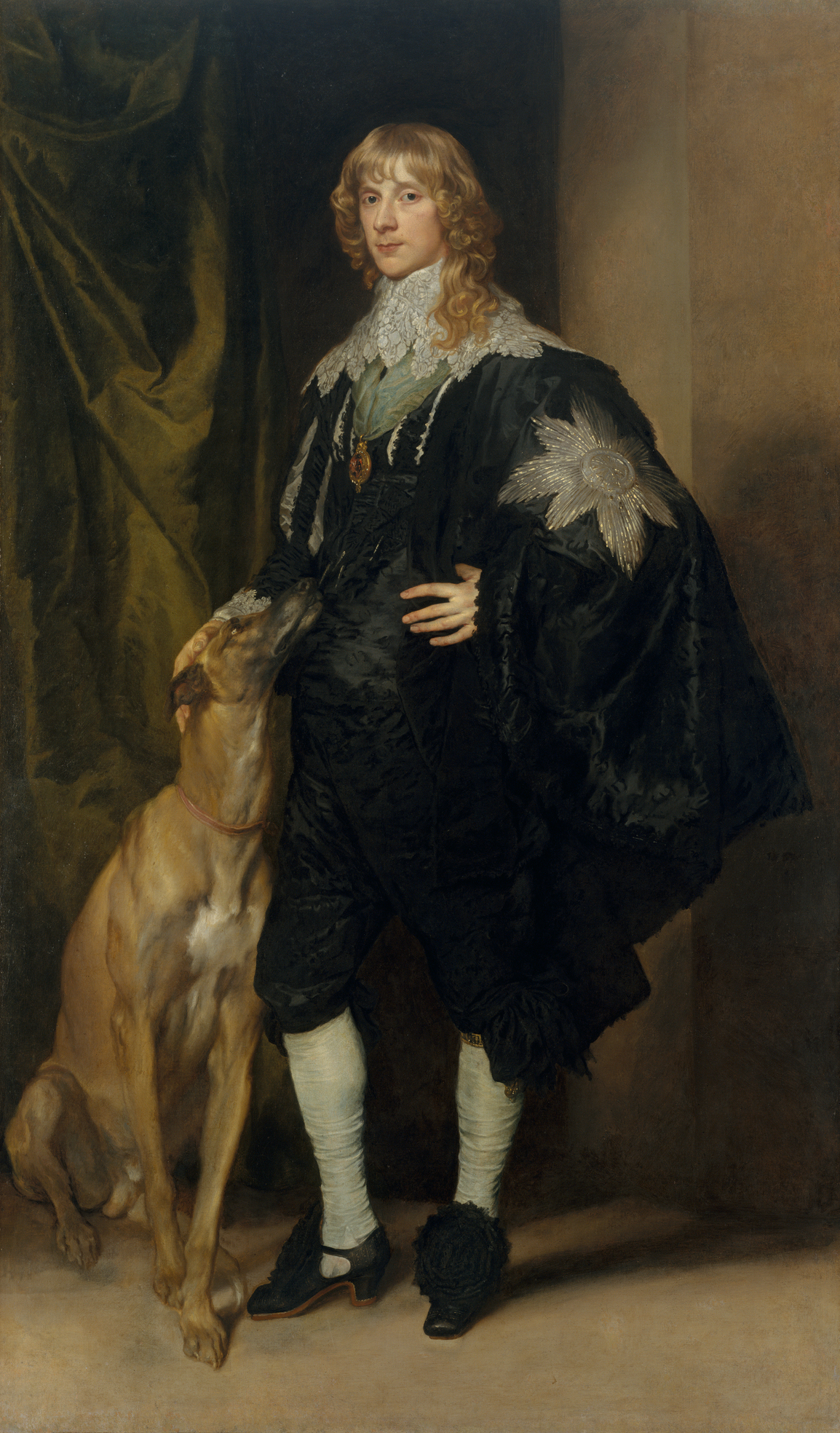
James Stuart (1612–1655), Richmond és Lennox hercege, Anthony van Dyck festménye 1633-35 körül.

James Stuart (1612. április 6. – 1655. március 30.) apja 1624-ben bekövetkezett halála után örökölte a Lennox hercegséget, Tizenhárom évesen  az újonnan megkoronázott I. Károly angol király lovaggá ütötte, három év múlva elnyerte a Térdszalagrendet és Titkos tanácsos lett. IV. Fülöp spanyol király első osztályú grand címmel jutalmazta. Anyja halála után nem csak annak bárói címét – Leighton Bromswold Clifton 3. bárója – örökölte, de ő lett a Richmond Park őre is. 
1637. augusztus 3-án feleségül vette Mary Villierst, George Villiers, Buckingham 1. herceg leányát, két gyerekük született, Esme Stuart, a következő Lennox herceg és a rövid életű Mary Stuart (1651–1668), Leighton Bromswold Clifton 5. bárónője. 1640 és 1642 között az Öt Kikötő felvigyázója (Lord Warden of the Cinque Ports) és az Udvar Főintendánsa.
I. Károly 1641. augusztus 8-án újra létrehozza az örökölhető Richmond hercege ( 1641 II) címet James Stuart részére. A címet az ő férfi örökösei, az ág kihalása esetén öccse, George Stewart és az ő férfi örökösei öröklik. A cím létrehozásától a Richmond hercege lett az első cím, az a cím, amit használnak. A Richmond hercege magasabb presztízsű volt a régebbi, 1581-es létrehozású Lennox hercege címnél. Hamarosan a birtokába került a kenti Cobham Hall kastély, amely átépíttetése után lakhelye volt.
Az Angol polgárháborúban a király oldalán állt, harcolt a Nasebyi csatában. 1655. március 30-án halt meg, 42 évesen, temették el a Westminster Abbeyben, Westminsterben, Londonban, Angliában. A Westminsteri apátságban  temették el.
Esmé Stewart (1649–1660), Richmond 2. hercege (II), Lennox 5. hercege (I)
Esmé Stewart (1649. november 2., Párizs – 1660. augusztus 10.) apja a polgárháború idején I. Károly angol király hűséges támogatója volt, 1655-ben meghalt. Esmé anyja két gyerekével száműzetésbe vonult Aubigny-be, a család franciaországi birtokára. Alig volt tíz éves, amikor Párizsban 1660-ban himlőben meghalt. Címeit unokatestvérére örökölte.
Charles Stewart (1639–1672), Richmond 3. hercege (II), Lennox 6. hercege (I) KG

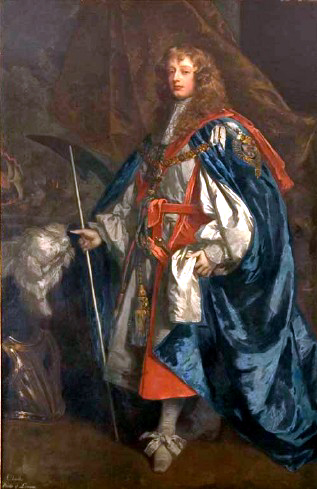
Peter Lely (1618–1680) olajfestménye 1668 körül készült. A képen Charles Stewart, Richmond 3. hercege, 6. Lennox hercege és Aubigny 12. urának portréja a Térdszalagrenddel. A kép a Lennoxlove kastély gyűjteményében látható (2024)

Charles Stewart (1639. március 7. – 1672. december 12.) egyetlen fia és örököse George Stewartnak, Aubigny 9. urának, de az Angol polgárháború zavaros idejében a franciaországi birtok örököse nagybátyja, Ludovic Stuart lett. 1645. december 10-én az uralkodó Lichfield grófjává ( 1645)  Ugyanebben az évben Skócia örökletes főkamarássá, Skócia örökletes főadmirálisává és Dorset főhadnagyává nevezték ki. 1660-ban örökölte meg a Richmond és Lennox hercegi címeket. 1661. április 15-én, a monarchia helyreállítása után, II. Károly király a Térdszalagrenddel tüntette ki. Háromszor házasodott, de nem maradt férfi örököse, így ő volt az utolsó az Aubigny Stewartok férfiági vonalán, akiket a Stewart uralkodók kedvelt unokatestvéreiként tartottak számon. Feleségei között volt a nagyon távoli rokon Frances Teresa Stuart, a híres szépség, akit állítólag II. Károly király korábbi szeretőjének tartottak.”
Nagybátyja, Ludovic Stuart halála után ő örökölte a francia Aubigny 12. ura címet, ezért meghatalmazott útján tett hűségesküt XIV. Lajos francia királynak. 1667 júliusában, unokatestvére, Mary Butler, Arran grófnéje halálakor megörökölte Clifton báró címet. 1671-ben a dán királyi udvarhoz küldték nagykövetként, hogy rávegye Dániát, csatlakozzon Angliához és Franciaországhoz a tervezett hollandiai támadásban. 1672-ben Helsingør-i tartózkodása alatt 33 éves korában vízbe fulladt, amikor egy vacsora után egy hajó és csónakja közé esett.
Mivel öröklés nélkül halt meg, a címei – a teljesség igény nélkül: Lennox grófja, March grófja, Leichfield grófja, Lennox hercege, Richmond hercege, Aubigny ura – kihaltak, kivéve Clifton bárói címet, amely vagyonának nagy részével együtt húgára, Katherine Stuartra szállt. Utolsó felesége azonban életre szóló használatra megkapta a Lennox birtokokat.
II. Károly szeretőjétől, Louise de Kérouaille-tól származó törvénytelen fia számára 1675-ben a Richmond hercege, Lennox hercege és March grófja címet adományozta.

## Lennox hercegei (I) családfája
A családfa a címe követésére készült, messze nem tartalmazza az összes testvért és csak kivételes esetben tartalmazza a feleségeket.
- John Stewart (~1430–1495)  Lennox 1. grófja (II)
  - Matthew Stewart (1460[m 28]–1513),  Lennox 2. grófja (II)
    - John Stewart (1490–1526),  Lennox 3. grófja (II)
      - John Stuart (~1519–1567), Aubigny 5. ura
        - Esmé Stewart (1542 – 1583),  Lennox 1. grófja (V),  Lennox 1. hercege (I)
          - Marie Stewart (1576–1644)[m 29] ∞ John Erskine (1562–1634),  Mar 18. grófja
          - Henrietta Stewart (1573–1642)[m 30] ∞ George Gordon (1562–1636),  Huntly 1. márkija
          - Ludovic Stewart (1574–1624),  Lennox 2. hercege (I),  Richmond 1. hercege (II) ∞ Frances Howard (1578–1639)
          - Esmé Stewart (1579–1624),  Lennox 3. hercege (I) ∞ Katherine Clifton (~1592–1637)[m 16],  Clifton 2. bárónője
            - Elizabeth Stuart (1610–1673/74) ∞ Henry Howard (1608–1652),  Arundel 22. grófja[m 31]
            - James Stuart (1612–1655),  Richmond 1. hercege (III),  Lennox 4. hercege (I) ∞ Mary Villiers (1622–1685)[m 32]
              - Esmé Stewart (1649–1660),  Richmond 2. hercege (III),  Lennox 5. hercege (I)
              - Mary Stuart (1651–1668),  Clifton 5. bárónője ∞ Richard Butler (1639–1686),  Arran 1. grófja ()[m 33]

            - Henry Stuart (1616–1632), Aubigny 8. ura
            - George Stewart (1618–1642), Aubigny 9. ura
              - Charles Stewart (1639–1672),  Richmond 3. hercege (III),  Lennox 6. hercege (I) ∞³ Frances Teresa Stewart (1647–1702)[m 27]
              - Katherine Stuart (1640–1702)[m 34],  Clifton 7. bárónője

            - Ludovic Stuart (1619–1665), Aubigny 10. ura
            - John Stewart (1621–1644)
            - Bernard Stewart (1623–1645)

## Lennox hercege, második létrehozás (1675)
A Lennox hercege címet ( 1675 II) másodszor a Richmond hercege címmel együtt hozta létre II. Károly skót király. Mivel a Richmond hercege cím az értékesebb cím, ezért viselői azt használták, ezért a rövid életrajzuk a Richmond hercege szócikkben olvasható.
- Charles Lennox (1672-1723)
- Charles Lennox (1701-1750)
- Charles Lennox (1735-1806)
- Charles Lennox (1764-1819)
- Charles Gordon-Lennox (1791-1860)
- Charles Gordon-Lennox (1818-1903)
- Charles Gordon-Lennox (1845-1928)
- Charles Gordon-Lennox (1870-1935)
- Frederick Gordon-Lennox (1904-1989)
- Charles Gordon-Lennox (1929-2017)
- Charles Gordon-Lennox (1955–)

A cím örököse (2024) Charles Gordon-Lennox (1994–)

## Címerek
A címerpajzsok a középkorban szigorú szabályoknak feleltek meg. John Stewart of Darnley címerpajzsában egyesül a Stewartok címere és a francia ág címere. A második létrehozás grófjai egyesítik ezt címert az első létrehozás címerével, a Lennox címerrel.
- A család francia ágának címerpajzsa. John Stewart of Darnley a francia király Évreux grófjává nevezte ki. A címet Stewart a költségei kiegyenlítése végett kapta, de a grófságot az angolok tartották megszállva. Ezért Darnley ajánlatot tett a királynak a cím visszaváráslására ötvenezer aranykoronáért[m 35]. A háborút viselő uralkodónak nem volt erre pénze, ehelyett 1428 februárjában uralkodói oklevélben feljogosította John Stuart of Darnley-t, hogy örökké viselje címerében Franciaország pajzsait...[m 36]
- A Lennox grófja (II) címerpajzsa. Négyelt pajzs. Az 1. és 4. mező: kék alapon három arany liliom vörös szegélyen belül, amely nyolc arany csattal díszített (Aubigny uradalom). A 2. és 3. mező: arany alapon ezüst és kék kockás vízszintes sáv egy vörös hullámos szegélyen belül (Stewart of Darnley). Szívpajzs: ezüst alapon egy hullámos andráskereszt négy vörös rózsa között (Lennox grófság). A Stewart mezők hullámos széle jelenti, hogy a francia ág fontosabb származást jelent.
- A Lennox hercege (I) címerpajzsa. Esmé Stewart, (1542–1583), Lennox 1. grófja (V), majd Lennox 1. hercege (I). Ezt a címerpajzsot használta az első kreáció összes hercege. A Bonkyll ágra utaló csat-keret átkerült a Stewart mezőre, amely az erősebb kötődést jelenti, a liliomos mező széle ezért hullámos. A mezők sorrendje változatlan, a fontossági sorrend nem változott.
- Lennox hercege (II) címerpajzsa, az első három (1, 2 és 3) herceg használta. Négyelt címer. Az I. és IV. nagy-négyelt kék mezőben három arany liliom (Franciaország), valamint vörös mezőben három aranypárduc balra nézve és lépő helyzetben (Anglia). II. arany mezőben vörös oroszlán, körülötte kétszer kilyuggatott virágos és ellenvirágos vörös díszszegély (Skócia). III. kék mezőben arany hárfa, ezüst húrokkal (Írország). A címerpajzsot 16 mezős, váltakozó ezüst és vörös kompozit szegély övezi, minden ezüst mezőben arany magvú, zöld csészés vörös rózsa található (Lennox).
- A negyedik herceg címerpajzsa. Megegyezik az előzővel, de rá került egy szívpajzs: vörös mezőben három arany csat (Aubigny).
- A címerpajzs az ötödik herceg óta. Nagynégyelt címer. Az I. és IV. nagy–négyelt mezőben az előző címer ismétlése. A II. és III. nagy-négyelt mezőben négyelt címer. Az I. kék mezőben három arany vaddisznófej, vörös agyarakkal (Gordon), a II. arany mezőben három vörös oroszlánfej, kék nyelvvel kitépve (Badenoch), a III. arany mezőben három vörös félhold, körülöttük kétszer kilyuggatott, virágos és ellenvirágos vörös díszszegély (Seton) és a IV. kék mezőben három arany ötszirmú virág, magja a mező színével megegyező (Fraser).